# Mosby
Mosby és una població dels Estats Units a l'estat de Missouri. Segons el cens del 2000 tenia 242 habitants.

## Demografia
Segons el cens del 2000, Mosby tenia 242 habitants, 79 habitatges, i 57 famílies. La densitat de població era de 60,7 habitants per km².
Dels 79 habitatges en un 44,3% hi vivien nens de menys de 18 anys, en un 54,4% hi vivien parelles casades, en un 11,4% dones solteres, i en un 27,8% no eren unitats familiars. En el 22,8% dels habitatges hi vivien persones soles l'11,4% de les quals corresponia a persones de 65 anys o més que vivien soles. El nombre mitjà de persones vivint en cada habitatge era de 3,06 i el nombre mitjà de persones que vivien en cada família era de 3,54.
Per edats la població es repartia de la següent manera: un 36,8% tenia menys de 18 anys, un 7,9% entre 18 i 24, un 34,7% entre 25 i 44, un 14% de 45 a 60 i un 6,6% 65 anys o més.
L'edat mediana era de 28 anys. Per cada 100 dones de 18 o més anys hi havia 112,5 homes.
La renda mediana per habitatge era de 33.333 $ i la renda mediana per família de 33.250 $. Els homes tenien una renda mediana de 30.263 $ mentre que les dones 14.688 $. La renda per capita de la població era de 12.617 $. Entorn del 20% de les famílies i el 18,7% de la població estaven per davall del llindar de pobresa.

## Poblacions més properes
El següent diagrama mostra les poblacions més properes.